# Lovinac (żupania licko-seńska)
Lovinac (dawniej Lovinjac) – wieś w Chorwacji, w żupanii licko-seńskiej, siedziba gminy Lovinac. W 2011 roku liczyła 257 mieszkańców.
Jest położony w Lice, w południowo-wschodniej części Ličkiego polja, na wysokości 591 m n.p.m., 20 km na północny wschód od Gračaca.
Miejscowa gospodarka oparta jest na rolnictwie.